# Ліняреш (Карразеда-де-Ансіайнш)
Ліняреш (порт. Linhares; МФА: [ɫi.ˈɲa.ɾɨʃ]) — парафія в Португалії, у муніципалітеті Карразеда-де-Ансіайнш. Розташована в північно-східній частині країни, на теренах історичної португальської провінції Трансмонтана. Входить до складу округу Браганса. За адміністративним поділом, чинним до 1976 року, терени парафії були складовою провінції Трансмонтана і Верхнє Дору. Належить до Брагансько-Мірандської діоцезії Католицької церкви. Патрон — святий Михаїл. Площа — 28,6415 км². Населення — 421 ос. (2011). Слабо урбанізований регіон. Густота населення — 14,7 осіб/км²
. Код — 040308.

## Населення
| Кількість мешканців | Кількість мешканців | Кількість мешканців | Кількість мешканців | Кількість мешканців | Кількість мешканців | Кількість мешканців | Кількість мешканців | Кількість мешканців | Кількість мешканців | Кількість мешканців | Кількість мешканців | Кількість мешканців | Кількість мешканців | Кількість мешканців |
| ------------------- | ------------------- | ------------------- | ------------------- | ------------------- | ------------------- | ------------------- | ------------------- | ------------------- | ------------------- | ------------------- | ------------------- | ------------------- | ------------------- | ------------------- |
| 1864                | 1878                | 1890                | 1900                | 1911                | 1920                | 1930                | 1940                | 1950                | 1960                | 1970                | 1981                | 1991                | 2001                | 2011                |
| 1 135               | 1 151               | 1 420               | 1 363               | 1 482               | 1 291               | 1 426               | 1 556               | 1 676               | 1 568               | 1 140               | 1 062               | 769                 | 574                 | 421                 |